# ケンメルン
ケンメルン (ドイツ語: Kemmern) は、ドイツ連邦共和国バイエルン州オーバーフランケン行政管区のバンベルク郡に属する町村（以下、本項では便宜上「町」と記述する）。

## 地理
ケンメルンは、バンベルクの北約7km、ハース山地末端の麓でマイン川に面した、平均高度236-250mに位置する。オーバーフランケン行政管区のバンベルク郡に属し、マイン渓谷上流部のオーバーフランケン西部に位置する。中世盛期には、交易路ネット上の文化先進地域にあった。ケンメルンからは多くの遊歩道やサイクリング道路が周辺の興味深い場所（たとえば、マイン渓谷、ハース山地、シュタイガーヴァルト、フレンキシェ・シュヴァイツ、世界遺産の街バンベルク）につながっている。
ケンメルンは、現在も重要な道路（連邦道B4、B173）に面した大変に交通の便の良い位置にある。

## 歴史
ケンメルンの居住地区としての歴史は大変に古い。最初に人が住み始めたのは紀元前1000年位にまで遡る。ゼムベルクのヘーレン礼拝堂の起源は、ケルト時代の神殿にあるとされている。中世初期には、現在のケンメルンの地域はゲルマン人居住区とスラヴ人居住区の境界付近にあたっていた。ゲルマン＝フランク人の入植地跡はデルトハイムやシルディングで、スラブ人が暮らしたのがマイン川沿いのBürgと呼ばれた隠れ家や神殿であったと推測される。
ケンメルンは、1017年10月26日に、当時の封領ラーデンツガウの集落 "Camerin"として初めて言及されている。この文書で、皇帝ハインリヒ2世は交易協定の確認をしている。
その後、1803年の世俗化までの数世紀の間、ケンメルンはバンベルクの司教座聖堂参事会員の所領として重要な村であった。こうした土地ではかなり早い時期から、限定的ではあるものの、自立的であったことは疑いない。ケンメルンでは、村の少数の有力者達による認可によってコントロールされた独自の規律の下に、村の運営がなされていた。ケンメルンは防衛のため、水堀と3つの門衛を築いた。1525年のドイツ農民戦争では、ケンメルンは叛徒側についた。1631年から1632年にかけての冬にこの町はスウェーデン軍の襲撃を受けた。三十年戦争による被害がいかに甚大であったかは、1638年には68人の司教座聖堂参事会員のうち26人しか残っていなかったという事実から推測できる。
1756年から1763年の七年戦争でケンメルンは、バンベルクの司教領主がオーストリアと結んだため、幾たびも、帝国軍に属するさまざまな軍隊の宿営になったり、プロイセン軍の進入を赦してその宿営地になったりした。
1803年の帝国代表者会議主要決議で、この町はバイエルン選帝侯領となった。バイエルン王国の行政改革の時代、1818年の自治体令により現在の自治体が成立した。当時の人口は2,700人でケンメルンは重要な地位を占めていた。
ケンメルンには、1710年に独自の小教区が創設された。カトリックの聖ペテロ＝パウロ教会は、1978年から1980年にかけ拡張された。
ケンメルンはマイン川に面したその地形から、たびたび洪水に襲われ、特に1909年2月と1967年12月には甚大な被害を受けた。1978年から1980年に大規模な洪水対策工事が行われた。1995年以降、州の助成を受け、EUの経済援助を受けた都市計画の枠組みで町の中心部の衛生化が進められている。

### 人口推移

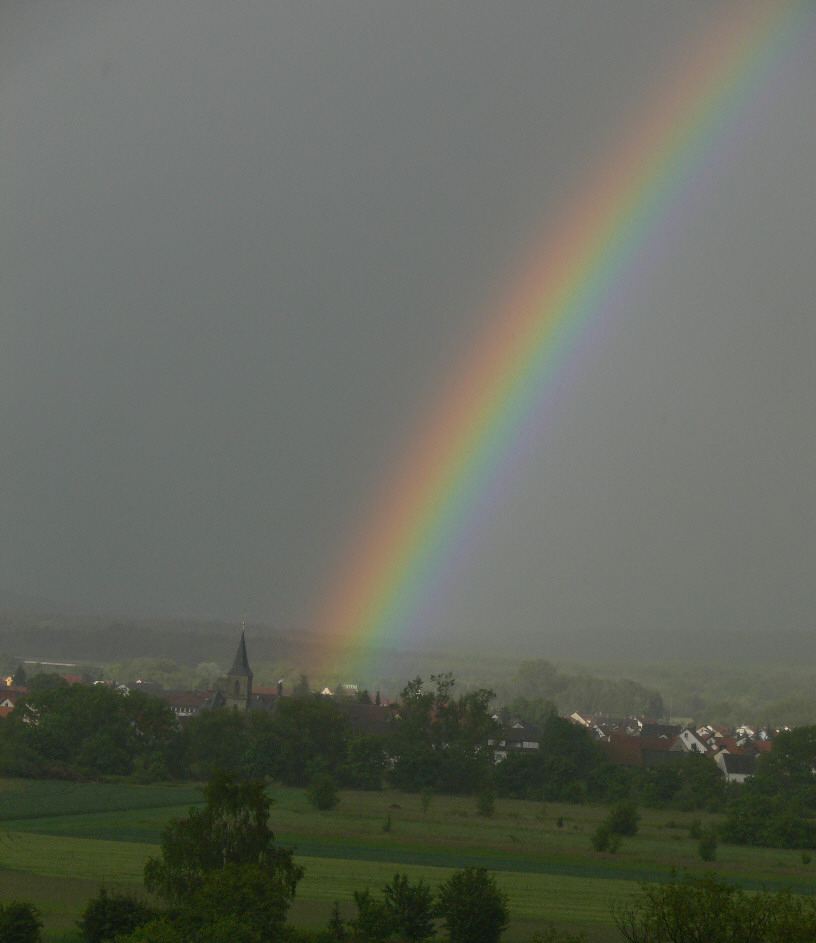
ケンメルンに架かる虹

この領域の人口は、1970年 1,923人、1987年 2,188人、2000年 2,565人であった。2005年12月31日現在のケンメルンの人口は、2,659人である。
宗教分布は以下の通り:
- ローマ・カトリック: 2,230人
- プロテスタント: 263人
- その他: 166人

## 行政
議会は、直接選挙で選出される首長と、14議席の議員から成る。これに首長が議長として加わり、計15名で構成される。
首長は、リューディガー・ゲルスト (CSU)。彼は、2002年に前任者のアロイス・フェルチュから職を引き継いだ。

## 引用
1. ↑  https://www.statistikdaten.bayern.de/genesis/online?operation=result&code=12411-003r&leerzeilen=false&language=de Genesis-Online-Datenbank des Bayerischen Landesamtes für Statistik Tabelle 12411-003r Fortschreibung des Bevölkerungsstandes: Gemeinden, Stichtag (Einwohnerzahlen auf Grundlage des Zensus 2011)